# Jacques Clément
Jacques Clément (1567 Serbonnes – 1. srpna 1589 Saint-Cloud) byl francouzský konspirátor a vrah krále Jindřicha III.
Narodil se v Serbonnes, dnešním departementu Yonne v Burgundsku, a stal se dominikánským konvršem.
Během francouzských náboženských válek se stal náboženským fanatikem a horlivým přívržencem Katolické ligy. Protestantismus považoval za kacířství, mluvil o vyhlazení hugenotů a, jako odplatu za zabití vévody z Guise a jeho bratra, vytvořil plán na zavraždění Jindřicha III. Jeho plán byl podporován některými významnými osobnostmi Ligy, zejména Kateřinou de Guise, vévodkyní Montpensierovou. Po obdržení dopisů pro krále opustil 31. července 1589 Paříž a 1. srpna 1589 se dostal do Saint-Cloud, sídla Jindřicha, který Paříž obléhal.

## Atentát
Clément byl vpuštěn ke králi a když předkládal své dopisy, řekl mu, že mu má předat důležitou a důvěrnou zprávu. Sluhové poodešli, a když se Clément naklonil, aby informaci pošeptal Jindřichovi do ucha, smrtelně ho zranil dýkou ukrytou pod pláštěm. Atentátník byl okamžitě zabit vracejícími se sluhy, ale Jindřich zemřel brzy ráno následujícího dne. Clémentovo tělo bylo později rozčtvrceno a spáleno na hranici.
Ačkoli zastánci Jindřicha III. považovali atentát za fanatický, brutální čin, Pařížané a přívrženci Ligy na atentát nahlíželi s velmi odlišnými pocity. Clément byl viděn jako mučedník a čin byl schválen papežem Sixtem V. Diskutovalo se i o kanonizaci.